# Ассоциация художников революционной России

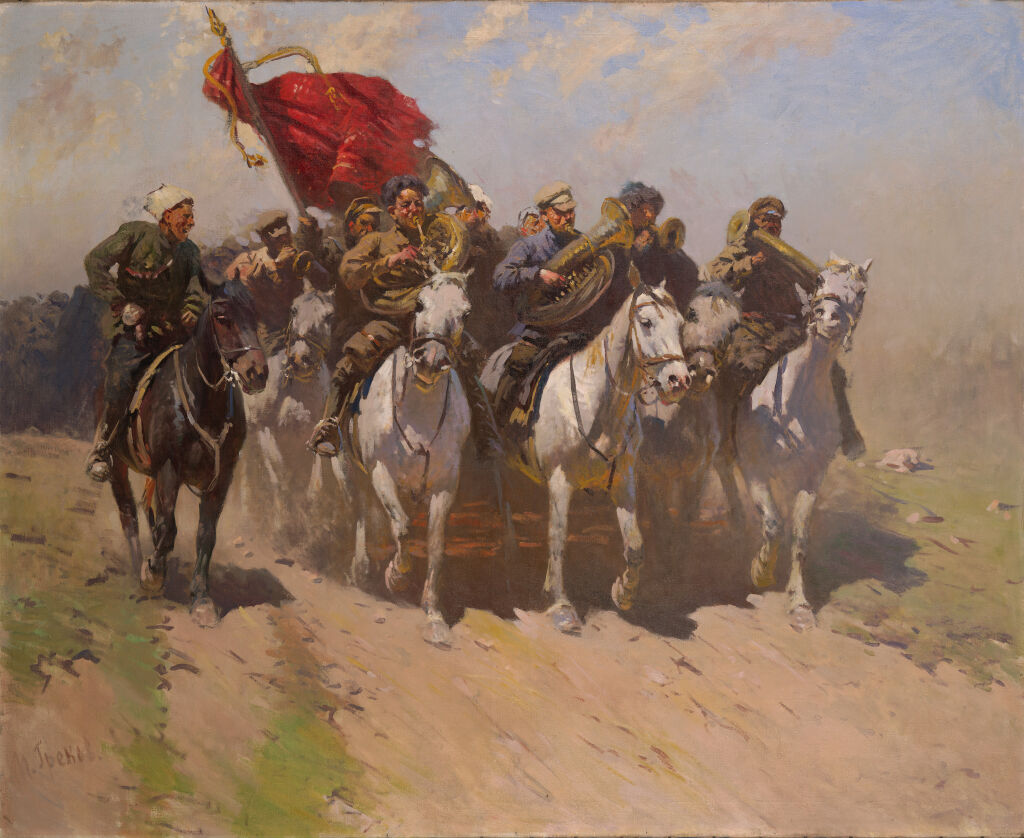
Митрофан Греков, «Трубачи Первой Конной».
Картина написана в 1934 году, после роспуска объединения, но вполне отражает его идеологические устремления

Ассоциа́ция худо́жников революцио́нной Росси́и (сокр. АХРР; с 1928 года — Ассоциация художников революции, АХР)  — крупное объединение советских художников, графиков и скульпторов, являвшееся, благодаря поддержке государства, самой многочисленной и мощной из творческих групп 1920-х годов. Основана в 1922 году, распущена в 1932 и явилась предтечей единого Союза художников СССР.

## История

### Создание
АХРР была основана в Москве в мае 1922 года. Стимулом для её создания послужила речь, произнесённая Павлом Радимовым, последним главой Товарищества передвижников на последней, 47-й выставке товарищества, проходившей в 1922 году в Доме работников просвещения и искусств в Леонтьевском переулке в Москве. Эта речь на закрытии выставки называлась  «Об отражении быта в искусстве» и ставила реализм поздних передвижников в образец для воплощения «сегодняшнего дня: быта Красной Армии, быта рабочих, крестьянства, деятелей революции и героев труда, понятный народным массам». Этот доклад был встречен яростными атаками всего «левого» фронта — художников-авангардистов, также вставших на службу революции, и способствовал организации АХРРа. Павел Радимов встал во главе нового объединения. Авангард был объявлен «вредными измышлениями».
Первое оргсобрание состоялось на квартире портретиста Малютина, одного из авторитетных мастеров старой России. В мае 1922 года АХРР был основан, тогда же принят устав, утверждено название, сформирован президиум (председатель П. А. Радимов, товарищ председателя А. В. Григорьев, секретарь Е. А. Кацман). Другие вошедшие в ядро организации — П. Ю. Киселис, С. В. Малютин. 1 мая 1922 года на Кузнецком мосту открылась «Выставка картин художников реалистического направления в помощь голодающим», которая в дальнейшем стала считаться первой выставкой АХРР. АХРР с первых своих шагов заручился солидной материальной поддержкой со стороны руководства Красной Армии (Ворошилова).
В ряд практических задач, зафиксированных в Уставе объединения, вошли: оказание «материальной, научной и технической помощи» художникам и деятелям изобразительного искусства, «всемерное содействие развитию задатков художественного творчества и изобразительных способностей среди трудящихся».

### Влившиеся группировки

Н. Б. Терпсихоров. «Первый лозунг», 1924

С АХРР фактически слилось Товарищество передвижников, последний глава которого Радимов стал первым председателем АХРРа. Начиная с этого момента, передвижники как организация фактически прекратили своё существование.
Кроме того, стремлением к реалистичности ахровцы привлекли в свой стан зрелых живописцев, отвергавших авангард (например, А. Е. Архипов, Н. А. Касаткин, В. К. Бялыницкий-Бируля, В. Н. Мешков, Е. И. Столица, К. Ф. Юон, В. Н. Бакшеев, М. Б. Греков и др., а также скульпторов М. Г. Манизер, С. Д. Меркуров, Н. В. Крандиевская). Среди тех, кто позже пополнил ряды АХРР, также было немало живописцев, получивших признание до революции: И. И. Бродский, Б. М. Кустодиев, Е. Е. Лансере, Ф. А. Малявин, И. И. Машков, К. С. Петров-Водкин, А. А. Рылов и др.
Вдобавок, мощная организация активно вбирала в себя более мелкие художественные объединения. В 1924 году в АХРР вошли члены Нового общества живописцев, в 1926 году — группа «бубновалетовцев», в 1929 — художники из объединения «Бытие», в 1931 — из общества «Четыре искусства». В 1926 году в АХРР в полном составе вошли «Московские живописцы». В 1931 году ряд членов ОМХ (Общества Московских художников) перешло в АХР, из-за чего московское общество распалось.

### Средний период
За 10 лет своего существования верная линии партии АХРР стала самой крупной художественной организацией страны. Она стремительно разрасталась: уже к лету 1923 года она насчитывала около трёхсот членов. Стали возникать областные и республиканские филиалы. К 1926 году их насчитывалось уже около сорока. В числе первых появились филиалы в Ленинграде, Казани, Саратове, Самаре, Нижнем Новгороде, Царицыне, Астрахани, Ярославле, Костроме, Ростове-на-Дону. Возник ряд смежных группировок, например «Ассоциация художников Красной Украины» (АХЧУ), а в 1927 году даже «Ассоциация художников революционной Германии».

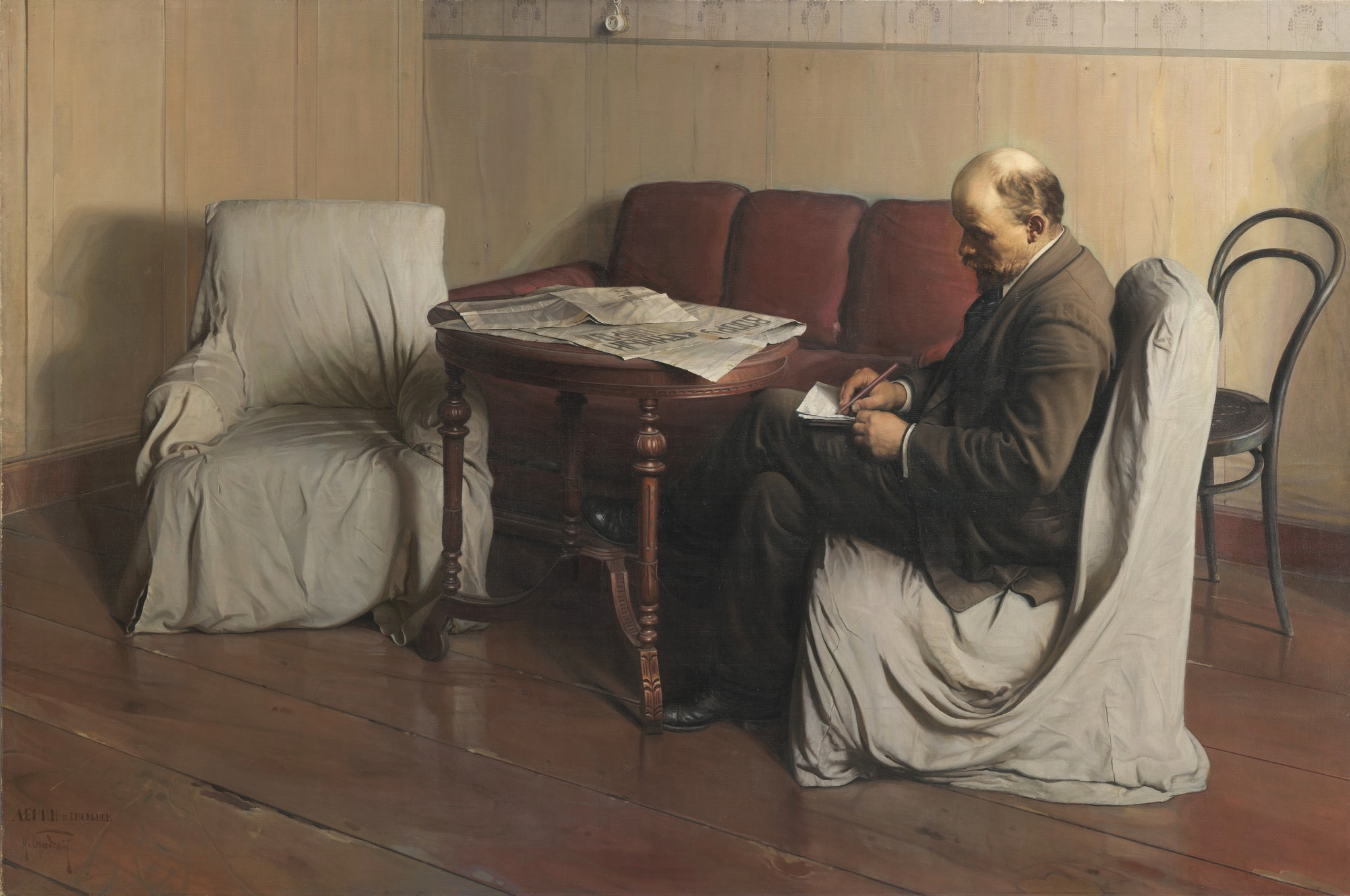
И. И. Бродский, «В. И. Ленин в Смольном в 1917 году», 1930

В 1924 году была создана издательская часть под руководством В. Н. Перельмана, «производственное бюро» (руководитель А. А. Вольтер), 1925 году — информационное бюро, Центральное бюро филиалов АХРР. «АХРР была организацией чрезвычайно многочисленной, мобильной и вездесущей. В отличие от „стационарных“ художественных объединений, АХРР, продолжая передвижнические традиции, показывала свои работы во многих городах. Даже находящиеся в оппозиции к художественной программе АХРР, многие объединения тянулись к некоторым её тенденциям — не из конъюнктурных соображений (это, конечно, тоже случалось), но из желания ощутить себя нужным зрителю, времени».
В 1920-е годы Ассоциация приобретала всё большее число сторонников, пользовалась поддержкой государства и укрепляла свои позиции, обрастая новыми структурами. В 1925 году по инициативе учащихся московских и ленинградских художественных вузов было создано объединение молодёжи — ОМАХРР (Объединение молодёжи Ассоциации художников революционной России), которое вскоре обрело статус автономной организации со своим уставом. Кроме того, «АХРР слишком настойчиво проявляла диктаторские тенденции; и порой скорее это обстоятельство, нежели только его художественные принципы, вызывали решительную оппозицию многих деятелей искусства и целых объединений».

### Последний период
В 1928 году состоялся I съезд АХРР, принявший новую декларацию и внёсший изменение в название объединения — в АХР (революции) из АХРР (революционной России).
Как указывают исследователи, «к концу 1920-х годов Ассоциация находилась в состоянии полураспада: образовалось отдельное „Объединение молодёжи ассоциации художников революции“ (ОМАХР, с 1928), в основном примкнувшее к РАПХ („Российской ассоциации пролетарских художников“), ряд прежних лидеров и новых членов учредили собственный „Союз советских художников“ (с 1930)». В конце концов, АХРР, наряду со всеми другими художественными объединениями, оказалась распущена в 1932 году постановлением ЦК ВКП(б) от 23 апреля «О перестройке литературно-художественных организаций». Выработанные ею принципы взаимоотношений с властью и отображения советской действительности легли в основу принципов Союза художников СССР. АХР, как и другие художественные объединения, вошли в состав единого Союза советских художников (ССХ).

### Оргкомитет
Председатели:
- П. А. Радимов (1922, 1927—1932). Товарищ председателя — А. В. Григорьев, секретарь — Е. А. Кацман.
- А. В. Григорьев (1923—1926)

## Идеология

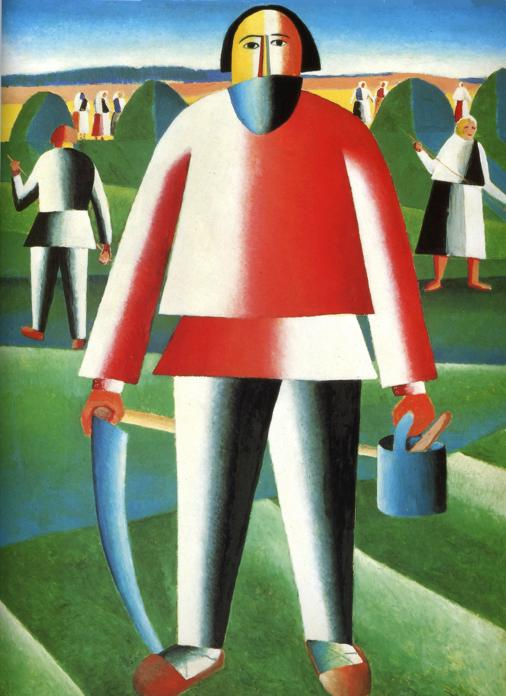
К.Малевич. «Жнец», 1930, ГТГ.
Несмотря на «народность» темы, работы супрематистов не были теми картинами, которые советская власть могла рекомендовать красным уголкам в различных городах страны: у неподготовленных «трудящихся масс» такие картины вызывали непонимание и смех

В 20-е годы, период расцвета русского авангарда, также желавшего работать на пользу революции, АХРР решительно противопоставила себя этим мастерам, пользовавшимся новым художественным языком. Опираясь на наследие передвижников, считавших, что в картине дидактическое содержание намного важнее художественной ценности, и «искусство должно быть понятно народу», Ассоциация создавала полотна, которые не вызывали бы отторжения массовой аудитории своей сложностью. Одним из компонентов стала реалистичность живописи, вторым — выбор тем, опиравшийся на социальный и партийный заказ — революция, советский быт и труд.
Декларация АХРР была изложена в каталоге выставки 1922 года: «Наш гражданский долг перед человечеством — художественно-документальное запечатление величайшего момента истории в его революционном порыве. Мы изобразим сегодняшний день: быт Красной Армии, быт рабочих, крестьянства, деятелей революции и героев труда… Мы дадим действительную картину событий, а не абстрактные измышления, дискредитирующие нашу революцию перед лицом международного пролетариата». Главной задачей члены Ассоциации считали создание жанровых картин на сюжеты из современной жизни, в которых они развивали традиции живописи передвижников и «приближали искусство к жизни».
«Художественный документализм» и «героический реализм» стали лозунгами АХРР. Мастера объединения стремились создавать полотна, «понятные и близкие народу», доступные «восприятию трудящихся масс» (а также партийных лидеров), такое искусство, которое бы «правдиво отражало советскую действительность». В последующие годы они писали: «Советская действительность тех лет нашла воплощение в правдивых и доходчивых произведениях ведущих мастеров АХРР». Эта деятельность была высоко оценена Советской властью:

Большая советская энциклопедия (2-е изд., 1950-1958 гг.): «Поставив перед собой задачу создания нового, советского искусства, — тематической картины, правдиво отражающей новую, советскую действительность, — и сплотив художников-реалистов, АХРР в 1922-32 годы являлась самым передовым художественным объединением. Деятельность её была началом решительной победы реализма в советском искусстве. Развитие АХРР протекало в обстановке ожесточённой борьбы с воинствующими формалистами, раболепствующими перед буржуазным Западом и его гнилым, растленным искусством».
АХРР схлестнулась в жестокой борьбе с представителями других художественных группировок, не державшихся за реализм и сюжетную живопись. Ахровцы боролись с левыми направлениями в искусстве, наносившими, по их мнению, большой вред реалистической живописи, стремились доказать необходимость существования станковой сюжетной картины, боролись с лозунгом «искусство для искусства».

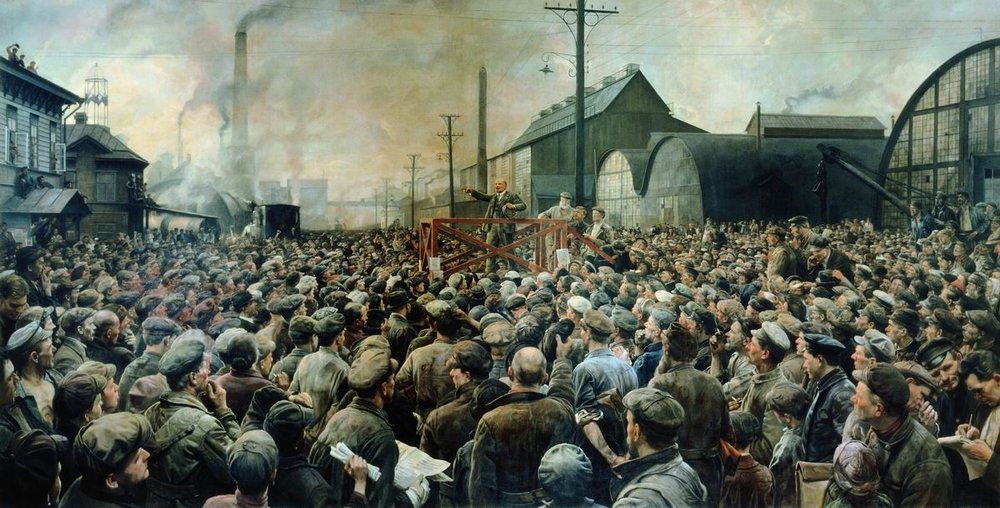
И. И. Бродский. «Выступление В. И. Ленина на митинге рабочих Путиловского завода в мае 1917 года», 1929

Советские учебники характеризуют это так: «В жестокой борьбе против формалистических теорий, объявивших „отмирание“ сюжетной живописи, умирание станковой картины и провозгласивших своей задачей помогать живописи умирать, деятели АХРР не только отстояли право на существование советской станковой картины, но и укрепили в своих произведениях её основные принципы — идейную содержательность, реалистическую, понятную народную форму и во многом подготовили почву для дальнейших побед социалистического реализма в советском изобразительном искусстве».
Хотя АХРР вобрала в себя многих более мелкие художественные группировки, она в частности не брезговала чистить свои ряды от идеологически чуждых художников. Так, в 1924 году Комиссия по перерегистрации АХРР принимает решение исключить из числа своих членов ряд художников, бывших бубновалетовцев, «как чуждых идеологии АХРР и общей товарищеской жизни. <…> Исключить как людей бездеятельных, являющихся лишним балластом организации не отвечающих идеологически Лобанова, Родионова, Максимова, Вышеславцева». Из наиболее важных противников АХРРа стоит отметить близкий ей во всем, кроме некоторых идеологических и художественных тонкостей, ОСТ, конкуренция с которым продолжалась и после победы ахровцев над авангардистами.
Глазычев отмечает: АХРР особенно энергично проявляет себя в годы Великого перелома, когда публикует в журнале «Искусство в массы» призывы:

«Художники революции, боритесь за промфинплан! Художники революции, все на заводы и фабрики для великого исторического дела – активного участия в выполнении пятилетнего плана. Оформляйте стенгазеты, доски по соцсоревнованию, красные уголки, рисуйте портреты героев борьбы за промфинплан, бичуйте в карикатурах стенгазеты лодырей, рвачей, прогульщиков, летунов, бичуйте бюрократизм, выявляйте вредительство! Художники революции, для проведения всей этой работы разворачивайте соцсоревнование между собой в высших его формах и фазах (сквозные бригады, общественный буксир и т.д.), объявите себя ударниками, вливайтесь в бригады, организуемые профорганизациями, ликвидируйте отставание всего изофронта от общего фронта борьбы за социализм! Боритесь за пятилетку в четыре года!»
«Удивительна труднопереводимая для многих сегодня фразеология этого призыва, но, пожалуй, важнее его общий пафос — художник всего лишь рабочий особой квалификации, и у него нет иных задач, кроме оформления политических лозунгов момента».

## Художественная характеристика живописи
Типичные черты произведений ахровцев — это чёткая повествовательность, консервативная «реалистичность», попытка воссоздания исторического или современного события (то есть — героизированная документальность). Художники АХРР стремились сделать свою живопись доступной массовому зрителю той поры, и поэтому своём творчестве они часто использовали бытописательский язык позднего передвижничества. Кроме «героического реализма» в их работах также проявлялись тенденции бытописательства и натурализма, хотя это, как позже отмечали советские критики, «часто приводило к мелкотемью и иллюстративности».
Они воплощали свой лозунг «художественного документализма»: чрезвычайно распространённой была практика выезда на натуру. Живописцы шли на фабрики и заводы, в красноармейские казармы, чтобы там наблюдать жизнь и быт своих персонажей. Их деятельность началась с зарисовок на московских заводах («Динамо» и др.) в 1922 году, куда практически сразу отправился Радимов с товарищами. В период подготовки выставки «Жизнь и быт народов СССР» все участники побывали в самых отдалённых уголках страны и привезли оттуда значительное число зарисовок, лёгших в основу их произведений. Была воплощена концепция творческих командировок: живописцы отправлялись в поездки вместе с экспедициями Академии наук, геологами-разведчиками, строителями.
Большую роль сыграли художники АХРР в деле освоения новых для советского искусства тем, например, советского пейзажа, оказав влияние на представителей разных художественных групп того времени. Безусловно, они повлияли на сложение теории социалистического реализма в живописи — понятия, впервые появившегося в газетах в 1932 году, в год роспуска АХРР.
Дополнительно, АХРР пользовался изобретениями агитпрома, так как его задачей было не только создавать полотна на актуальные темы, но и пускать их в народ, тиражируя на плакатах и открытках. Также «несмотря на программно-антимодернистские установки, элементы модерна (символизма и импрессионизма) постоянно дают о себе знать, но как бы в усмирённом варианте, чуждом фантазий».
Большинство значимых художников АХРРа училось живописи ещё в царское время на основе программы академического рисунка или же получало свои умения непосредственно у педагогов этой школы (например, 1-й советский баталист Митрофан Греков учился у 1-го баталиста императорского — Франца Рубо). Это привело к тому, что работы видных ахровцев не слабы ни по рисунку, ни по композиции с колоритом, и в наши дни они имеют не только историческую, но во многих случаях и значительную художественную ценность.

## Деятельность

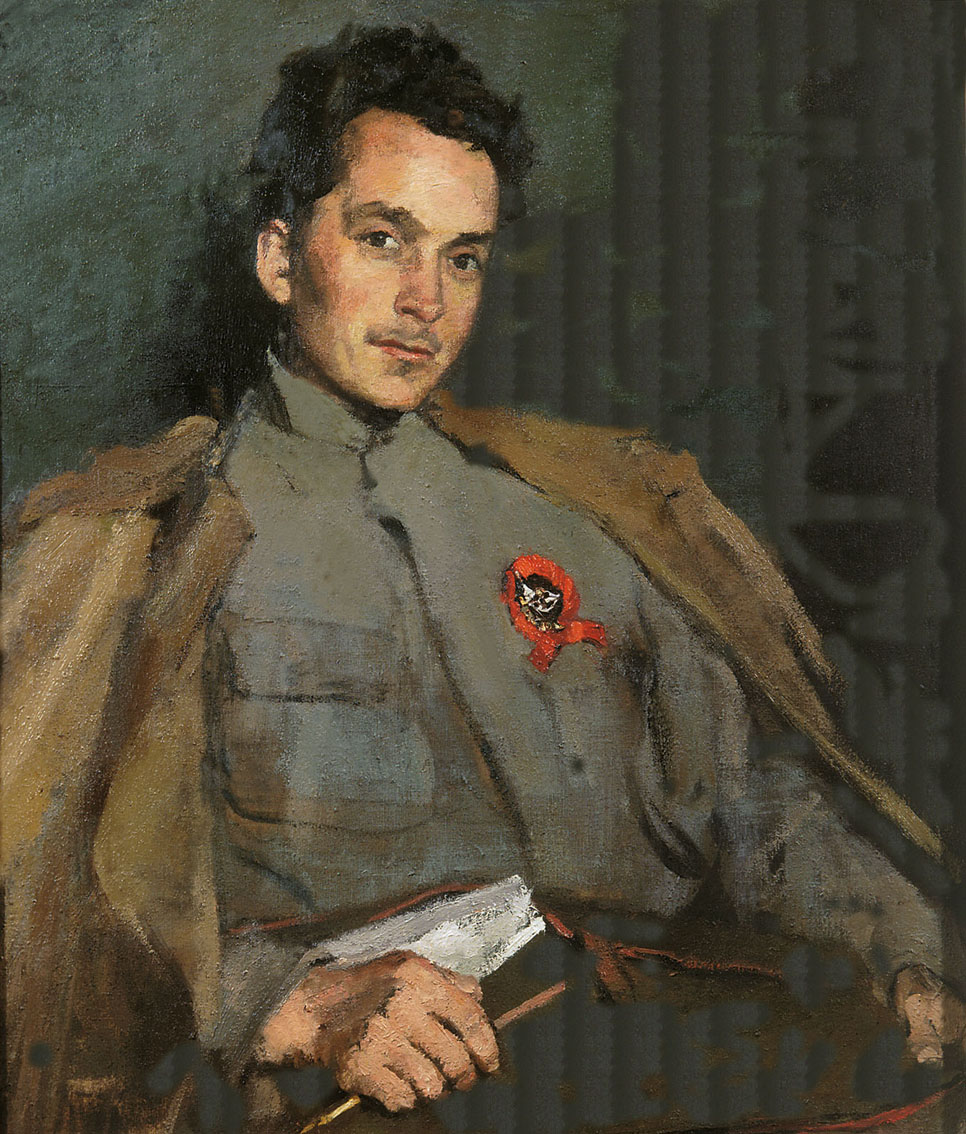
Сергей Малютин. «Портрет Д. А. Фурманова», 1922, ГТГ

### Выставки
Главным направлением деятельности АХРР в 1920-е годы стали выставки. Ею было организовано около 70 выставок в столице и других городах филиалов АХРР. Эти выставки имели характер всесоюзных отчётно-тематических экспозиций. Ахровцы ввели в свою практику тематический принцип выставок: «Жизнь и быт Красной Армии», «Жизнь и быт рабочих», «Революция, быт и труд» и др.
Эти выставки, объединённые единым тематическим стержнем, были новым явлением и имели большой успех у зрителей. Луначарский писал о седьмой выставке АХРР: «…Художник явно находит своего зрителя, зритель явно начинает узнавать в художнике своего художника».
Сталин, посетивший выставку «10 лет РККА», организованную АХРР, дал ей положительную оценку, написав в книге отзывов: «Был на выставке 26/II—28 г., в общем по-моему хорошо».
Первые выставки АХРР состояли преимущественно из работ хроникально-бытового характера. Но вскоре художники сумели «преодолеть бытовизм» и создали картины большого образного содержания, отражающие «типические явления жизни». В этих произведениях показывались уже не отдельные конкретные эпизоды, а давалась «широкая картина жизни народа, его революционной борьбы».

#### Московские выставки

Б. Иогансон, «Рабфак идет», 1928, Киевский музей русского искусства

В Москве было организовано 11 выставок, которые были самыми крупными и известными:
1. 1922 — «Выставка картин художников реалистического направления в помощь голодающим» (салон на улице Кузнецкий мост)
2. 1922 — «Жизнь и быт Красной армии» (Музей изящных искусств). В каталоге опубликована декларация АХР
3. 1922 — Выставка картин, этюдов, эскизов, графики и скульптуры «Жизнь и быт рабочих» (Москва, Научно-технический клуб в Доме союзов)
4. 1923 — «Красная армия. 1918—1923» (Музей Красной Армии)
5. 1923 — «Уголок имени В. И. Ульянова-Ленина» (Первая сельскохозяйственная и кустарно-промышленная выставка, ныне территория ЦПКиО)
6. 1924 — «Революция, быт и труд» (ГИМ)
7. 1925 — «Революция, быт и труд» (Музей изящных искусств)
8. 1926 — «Жизнь и быт народов СССР» (бывшая Сельскохозяйственная выставка, ныне территория ЦПКиО; Ленинград — в сокращенном составе, залы Академии художеств)
9. 1927 — «Выставка эскизов, этюдов и скульптуры художников Московской организации АХРР» (Музей Революции) к десятилетнему юбилею Октябрьской революции (в каталоге публикуется декларация АХРР)
10. 1928 — «Х лет Красной Армии» (здание Центрального телеграфа), к участию в выставке привлечены художники из других объединений; публикуется декларация АХРР. Появились такие разные по манере и содержанию вещи, как «Оборона Петрограда» Дейнеки, «Смерть комиссара» Петрова-Водкина, «Ферганские партизаны» П. Кузнецова, «Таманский поход» Соколова-Скаля, «Приказ о наступлении» Шухмина и др.
11. 1929 — «Искусство в массы» (стадион МГСПС, ныне территория ЦПКиО). В каталоге была опубликована декларация АХР и декларация ОХС (Общество художников-станковистов).

В 1928 АХРР были организованы две передвижные выставки для рабочих клубов Москвы.
В 1928 открывается первая выставка ОМАХРР (Москва), в 1929 состоялись две выставки ОМАХР (одна из них представляла работу текстильной секции).
Оглядел я выставку эту,

До чего хороша по сюжету!

Насчет тени, фона

И тона

И насчет светового канона

Я судить не берусь:

На канон я гляжу, как на молнию гусь.

Не учен. Не понятно.

В светотенях не смыслю, увы, ни аза,

Знаю только: вот это смотреть мне приятно,

А вот это мне режет глаза.

Но на выставке этой,

Ни одним «знатоком» не воспетой,

Все глаза мне ласкало.

Все мне в сердце запало.

Разве этого мало?
В дальнейшем художники АХРР принимают участие в различных тематических выставках:
- "Живопись, рисунок, кино-фото, полиграфия и скульптура на тему «Жизнь и быт детей Советского Союза» (1929)
- «Первая передвижная выставка» (1929),
- «Красная Армия в советском искусстве» (Москва, ГТГ),
- «Выставка произведений революционной и советской тематики» (1930, ГТГ) и т. д.

#### Другие
Ленинградские выставки:
- Работы членов ленинградского филиала АХРР, имевшего самостоятельную декларацию, наряду с очередными выставками АХРР были показаны в Ленинграде в 1924 году — в залах Общества поощрения художников и в 1928—1929 — на выставке «Современные ленинградские художественные группировки».

Зарубежные выставки:
- «Выставка художников АХР» демонстрировалась также в Кёльне (1929, отдел изобразительных искусств на художественно-промышленной выставке).
- Принимали участие:
  - в XVI Международной выставке искусств в Венеции (1928)
  - в Художественно-промышленной выставке СССР в Нью-Йорке (1929)

### Издательская деятельность

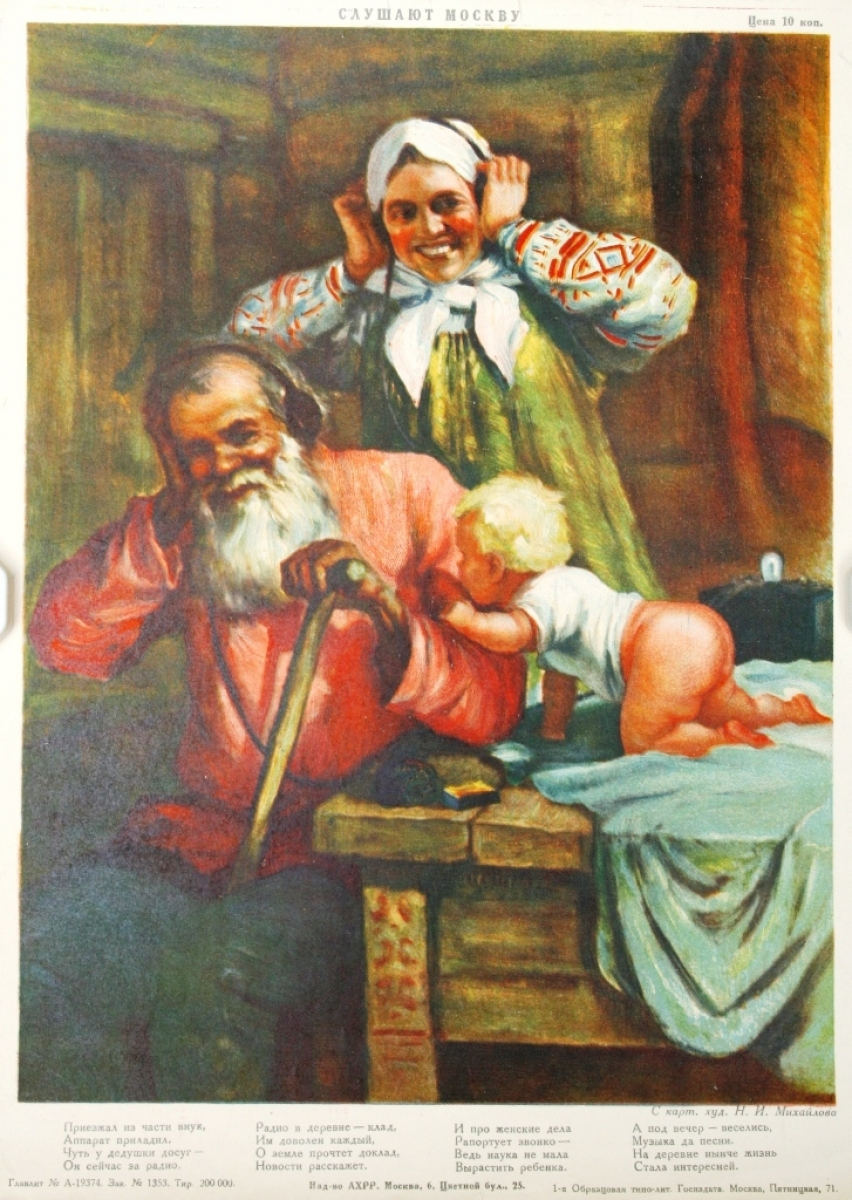
Плакат «Слушают Москву». Худ. Н.Михайлов

В своём издательстве АХРР выпускала журнал «Искусство в массы» (1929—30), вышло 20 номеров. Выпускала цветные репродукции, открытки, альбомы и выставочные каталоги. Всего увидели свет около 800 открыток АХРР. Большинство из них было напечатано в цвете, тиражи доходили до 50.000 экз. Печатались не только работы ахровцев, но и других художников и классических работ из собрания Эрмитажа.
«Идеальная открытка своей темой должна была агитационно способствовать развитию новой социалистической культуры. Велика была доля открыток, предназначенных для детей. Изображенные на них ребята были очень серьёзными: они играли, чтобы примериться к будущей профессии, а пионеры и пионерки не только отдыхали, но и трудились. Большое внимание АХР уделяла, конечно же, образу нового человека и, в особенности, новой советской женщины, которая представала в облике „инженера“, „выдвиженки“, „физкультурницы“».
Популизм АХРРа критиковался (1930 год) : «основная масса ахрровских художников, как и раньше, выражает настроения городского мещанства и деревенских кругов, связанных с последним. Лубки и плакаты, выпущенные издательством АХРР в огромном количестве, ярко отражают именно идеологию самых отсталых в культурном отношении слоев городской мелкой буржуазии (…) После всего этого неудивительно, когда кампания против домашнего хлама, проводимая „Комсомольской правдой“, встречает большое недовольство среди художников АХРР».

### Педагогическая деятельность
При АХРР в Москве имелась изостудия, где обучали живописи. Изначально это была собственная студия Ильи Машкова (1904-17), преобразованная в Центральную студию АХРР в 1925 году. Машков остался там преподавать.

## Участники объединения
Количественный состав АХРР—АХР не был постоянным и мог колебаться от 300 до 80 членов и экспонентов.
В разное время в АХРР входили:

### Председатели и учредители
- Архипов, Абрам Ефимович (с 1924 г.)
- Богородский, Федор Семенович
- Вольтер, Алексей Александрович
- Григорьев, Александр Владимирович
- Дормидонтов, Николай Иванович
- Дроздов, Иван Георгиевич
- Дроздов М. Д.
- Журавлёв Василий Васильевич (с 1922)
- Карев, Василий Васильевич
- Карпов, Степан Михайлович
- Кацман, Евгений Александрович
- Киселис, Пётр Юльевич
- Котов, Николай Георгиевич
- Лехт, Фридрих Карлович
- Малютин, Сергей Васильевич
- Никонов, Николай Митрофанович
- Павлов, Семен Андреевич
- Перельман, Виктор Николаевич
- Радимов, Павел Александрович
- Рянгина, Серафима Васильевна
- Сосновский, Лев Семёнович
- Терпсихоров, Николай Борисович
- Топорков, Дмитрий Александрович
- Христенко, Николай Павлович
- Шухмин, Петр Митрофанович
- Яковлев, Борис Николаевич

### Прочие (наиболее известные мастера)
- Аввакумов, Николай Михайлович
- Авилов, Михаил Иванович
- Бакшеев, Василий Николаевич
- Боровская, Анна Каземировна
- Бродский, Исаак Израилевич

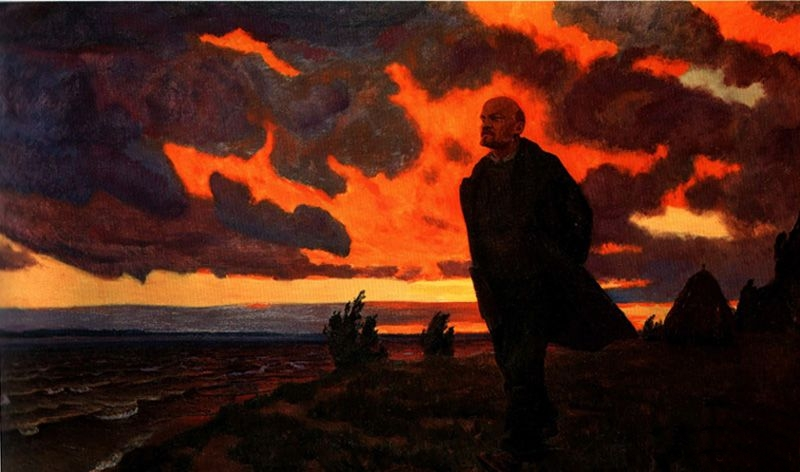
А. А. Рылов. «Ленин»

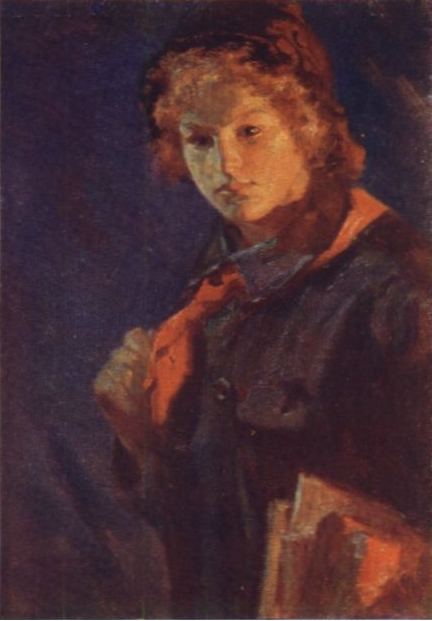
Н. А. Касаткин. «Пионерка с книгой», 1926

- Бучкин, Петр Дмитриевич (1886—1965)
- Бялыницкий-Бируля, Витольд Каэтанович
- Владимиров, Иван Алексеевич
- Владимирский, Борис Еремеевич
- Волков, Александр Николаевич (1886—1957)
- Герасимов,Александр Михайлович
- Горелов, Гавриил Никитич (1925-26)
- Греков, Митрофан Борисович
- Григорьев, Александр Владимирович
- Ефимов, Борис Ефимович
- Истомин, Константин Николаевич
- Иогансон, Борис Владимирович (1922—1931)
- Касаткин, Николай Алексеевич
- Киселис, Петр Юльевич
- Колесников, Иван Фёдорович
- Кольцов, Сергей Васильевич
- Кончаловский, Пётр Петрович
- Кузнецов Владимир Александрович
- Кустодиев, Борис Михайлович (c 1923 г.)
- Малютин, Сергей Васильевич
- Манизер, Матвей Генрихович
- Машков, Илья Иванович
- Меркуров, Сергей Дмитриевич
- Мешков, Василий Никитич
- Модоров, Федор Александрович
- Нюренберг, Амшей Маркович
- Павлов, Иван Николаевич (1925—1932)
- Ряжский, Георгий Георгиевич
- Савицкий, Георгий Константинович (1922—1929)
- Самокиш, Николай Семёнович
- Сварог, Василий Семёнович
- Соколов-Скаля, Павел Петрович
- Тарнягин, Иван Александрович (1904—1941)
- Терпсихоров, Николай Борисович
- Френц, Рудольф Рудольфович (1888—1956)
- Хвостенко, Василий Вениаминович (1896—1960)
- Чепцов, Ефим Михайлович
- Шухмин, Петр Митрофанович
- Юон, Константин Фёдорович
- Яковлев, Василий Николаевич (художник)

Бывало —

сезон,

наш бог — Ван-Гог,

другой сезон —

Сезан.

Теперь

ушли от искусства

вбок,

не краску любят,

а сан. —

Птенцы, —

у них

молоко на губах,

а с детства

к смирению падки. Большущее имя взяли

АХРР,

а чешут

ответственным

пятки.

## Здание в Москве
- Президиум находился в 1922—1924 на Пречистенке, 32, в 1925—1926 на Софийке (ныне Пушечная улица), 7, затем на Волхонке, 8. Там же проходили встречи членов объединения[10].

## В литературе
- Ильф и Петров, «Двенадцать стульев»: «А можно было ещё завтра же пойти в Стардеткомиссию и предложить им взять на себя распространение ещё не написанной, но гениально задуманной картины „Большевики пишут письмо Чемберлену“, по популярной картине художника Репина — „Запорожцы пишут письмо султану“. В случае удачи, этот вариант мог бы принести рублей четыреста (...) Вариант № 2 родился в голове Бендера, когда он по контрамарке обозревал выставку АХРР».